# Trete, Ustînivka
Trete (în ucraineană Третє) este un sat în comuna Dîmîtrove din raionul Ustînivka, regiunea Kirovohrad, Ucraina.

## Demografie
Componența lingvistică a localității Trete
     Ucraineană (91,03%)
     Rusă (8,97%)
Conform recensământului din 2001, majoritatea populației localității Trete era vorbitoare de ucraineană (91,03%), existând în minoritate și vorbitori de rusă (8,97%).